# Thornville, Ohio
Thornville är en ort (village) i Perry County i Ohio. Vid 2010 års folkräkning hade Thornville 991 invånare.